# 李曜 (北朝)
李曜（?—?），《周书》作李耀，辽东郡襄平县（今辽宁省辽阳市）人，北周官员。

## 生平
李曜的二弟李晖娶宇文泰之女义安长公主，于是以李晖为嗣。李曜不得嗣爵，朝廷以李弼功大，封李曜为邢国公，官至开府、使持节、大将军、雍州牧。

## 家庭

### 夫人
- 武川刘氏，柱国、幽朔六州诸军事、朔州刺史、清河郡公侯莫陈兴之女，柱国、荆安东南五十三州诸军事、荆州总管、荆州刺史、平原公侯莫陈顺与柱国、太保、泾州刺史、梁国公侯莫陈崇的姐妹[1]

### 子女
- 李故邻，隋朝开府仪同三司、大丞相府中郎、新州刺史、邢国公
- 李宽，隋朝柱国，蒲山郡公
- 李裕，隋朝猗氏县公
- 李伟，左千卫将军
- 李丽仪，嫁隋朝使持节、仪同三司、鸿胪司农二少卿、周内史司成二大夫、范阳县开国公崔仲方